# Trynidadzkie Siły Powietrzne
Trynidadzkie Siły Powietrzne – jedne z najskromniejszych sił powietrznych świata. Trynidad i Tobago ma jeden samolot bojowy typu Cessna 401, który wykonuje zadania patrolowo-łącznikowe. Pozostałe siły lotnicze to 3 cywilne śmigłowce: 2 Sikorsky S-76 i 1 Aerospatiale SA-341 Gazelle, które należały do ministerstwa bezpieczeństwa.